# La coppia
La coppia è un film italiano del 1968 diretto da Enzo Siciliano. Il soggetto è tratto dal romanzo omonimo di Enzo Siciliano, che ne ha curato anche la sceneggiatura.
Il film è stato presentato nella sezione Informativa alla 30ª Mostra internazionale d'arte cinematografica di Venezia.
Il regista dichiarò che, dapprima disorientato dalla offerta che gli fu fatta di dirigere il film tratto dal suo omonimo romanzo, decise, poi, di accettare perché gli pareva una esperienza sconvolgente (I problemi tecnici per chi fa il regista si risolvono, perché sono sempre mediati attraverso altri) e che una volta sul set non aveva tenuto in alcun conto del libro, avendo compreso che il cinema era tutta un'altra cosa.